# Миколаївка (Олексіївська сільська громада)
Микола́ївка —  село в Україні, у Лозівському районі Харківської області. Входить до складу Олексіївської сільської громади. Населення становить 74 осіб. До 2020 орган місцевого самоврядування — Картамиська сільська рада.

## Географія
Село Миколаївка знаходиться на лівому березі річки Берека, вище за течією на відстані 4 км розташоване село Михайлівка, нижче за течією на відстані 4 км розташоване село Степове, на протилежному березі - село Рокитне.

## Історія
- 1931 - дата заснування.

## Особистості
В селі народився Волковський Володимир Пилипович — Герой Радянського Союзу.